# Light Stars FC
El Light Stars FC es un equipo de fútbol de Seychelles que milita en el Campeonato seychelense de fútbol, la primera división de fútbol en el país.

## Historia
Fue fundado en la ciudad de Grande Anse de la isla de Praslin y es el equipo más importante de la ciudad, aunque no ha estado en la máxima categoría muchas veces. Su principal logro ha sido ganar la Copa de Seychelles en la temporada 2015 tras vencer en penales al Northern Dynamo FC.
A nivel internacional clasificaron a su primer torneo continental en la Copa Confederación de la CAF 2016, en la que fueron eliminados en la ronda preliminar por el Bidvest Wits FC de Sudáfrica.

## Palmarés
- Copa de Seychelles: 1

2015
- Copa de la Liga de Seychelles: 1

2018

## Participación en competiciones de la CAF
| Temporada | Torneo                       | Ronda      | Club            | Casa | Visita | Global |
| --------- | ---------------------------- | ---------- | --------------- | ---- | ------ | ------ |
| 2016      | Copa Confederación de la CAF | Preliminar | Bidvest Wits FC | 0-3  | 0-6    | 0-9    |
| 2018/19   | Liga de Campeones de la CAF  | Preliminar | Orlando Pirates | 1-3  | 1-5    | 2-8    |

## Jugadores

### Jugadores destacados
- Madjidi Ndikumana
- Rennik Esther